# Liliane Brekelmans-Gronert
Lilia Frederika (Lieke) Brekelmans-Gronert (Padang Brarhang (Sumatra), 6 april 1929 - Driebergen, 16 februari 2009) was een Nederlands filantrope en oprichtster van het naar haar vernoemde Liliane Fonds. Het doel van het Liliane Fonds is het geven van rechtstreekse, kleinschalige en persoonsgerichte hulp aan kinderen en jongeren met een handicap in ontwikkelingslanden. 
Liliane was geboren op het Indonesische eiland Sumatra en keerde daar in 1976, tezamen met haar echtgenoot Ignaas, kort terug. Ze kwam op het idee voor het Liliane Fonds door een ontmoeting met het gehandicapte meisje Agnes. Dat fonds werd door haar in 1980 opgericht. Het meisje liep moeizaam met een stok door de ziekte polio. Liliane kon zich in Agnes verplaatsen, omdat ze zelf vanaf haar eerste kinderjaren door polio was getroffen en daardoor ook was aangewezen op hulpmiddelen. Na een gesprek met Agnes kwam ze erachter dat het meisje niet goed in haar levensonderhoud kon voorzien. Haar handicap maakte werken onmogelijk. Liliane kwam op het idee om het werk aan te passen aan haar handicap. Ze bedacht dat Agnes enorm geholpen zou zijn met een trapnaaimachine. Daarmee kon Agnes zelf kleding maken en repareren en geld verdienen. 
Eenmaal terug in Nederland klopten Liliane en haar echtgenoot Ignaas aan bij verschillende organisaties voor vrijwilligershulp, maar vonden geen gehoor. Daarom besloten ze zelf geld in te zamelen om de trapnaaimachine voor Agnes te bekostigen. Ze deden dit vanuit hun huis in Vlijmen, waarbij de hulp werd ingeschakeld van tal van familieleden, vrienden en kennissen. Daarmee kon Agnes worden geholpen, maar inmiddels kwamen er door dit succesverhaal meer verzoeken om hulp binnen. Al snel werd het Liliane Fonds een feit en op 14 maart 1980 werd het een officiële stichting.
Door de jaren heen heeft het Liliane Fonds veel hulp kunnen bieden aan gehandicapte jongeren in ontwikkelingslanden. Ook ontving het fonds verschillende prijzen, waaronder de Carnegie Wateler Vredesprijs in 1999. Deze stichting reikt prijzen uit aan personen of instellingen die zich inzetten voor de wereldvrede. 
Liliane zelf voerde de laatste jaren geen publieke taken meer uit, maar bleef het fonds op de achtergrond nauwlettend volgen. Ze is op 16 februari 2009 overleden te Driebergen, waar ze al enkele weken werd verpleegd. Liliane is 79 jaar oud geworden.
Op 26 februari 2009 heeft te Zwaagdijk een tulp de naam "Liliane Gronert" gekregen.
Inmiddels heeft de straatnamencommissie van de gemeente Heusden het besluit genomen dat, zodra er in haar oude woonomgeving een straatnaam toegekend moet worden, deze vernoemd gaat worden naar mevrouw Brekelmans. Dit onder andere op initiatief van de Vereniging "Heemkundekring Onsenoort". De Liliane Brekelmansstraat ligt in de Vlijmense wijk Vliedberg en vlakbij haar voormalige woning. Begin 2017 zullen de eerste bewoners zich er vestigen.